# A Different Light
A Different Light fue una pequeña cadena dehttp://www.dosmanzanas.com/2011/04/la-ultima-libreria-especificamente-lgtb-de-san-francisco-echa-el-cierre.htmllibrerías de Estados Unidos, con tiendas en Los Ángeles y San Francisco, dedicadas al público gay. En la actualidad la empresa ha cerrado todas sus sucursales y se ha convertido en una librería de venta por internet.

## Sucursal de Los Ángles
La primera librería de A Different Light se abrió en Los Ángeles en 1979, en el distrito de Silver Lake. Los fundadores, Norman Laurila y George Leigh, viajaron desde Toronto para abrir la librería, que nombraron tomando el título de una obra de ciencia ficción gay de la autora de San Francisco, Elizabeth Lynn. La pareja de Laurila, Richard Labonte, se puso al frente de la sucursal de Los Ángeles cuando este se trasladó a Nueva York para abrir allí una sucursal.
Desde el año 2000 la sucursal de Los Ángeles tenía problemas económicos. Con su sucursal trasladada a West Hollywood, la librería se vio afectada de forma negativa por la renovación del Santa Monica Boulevard, que duró dos años y eliminó las posibilidades de aparcar cerca. El segundo acontecimiento que afectó de forma negativa las ventas de libros fue la desaparición de Mickey’s, que sufrió un incendio en agosto de 2007. La librería cerró sus puertas hacia mediados de abril de 2009.

## Sucursal de Nueva York
En 1983 Norman Laurila se trasladó a Nueva York para abrir una sucursal en el Greenwich Village. La sucursal cerró en 2001.

## Sucursal de San Francisco

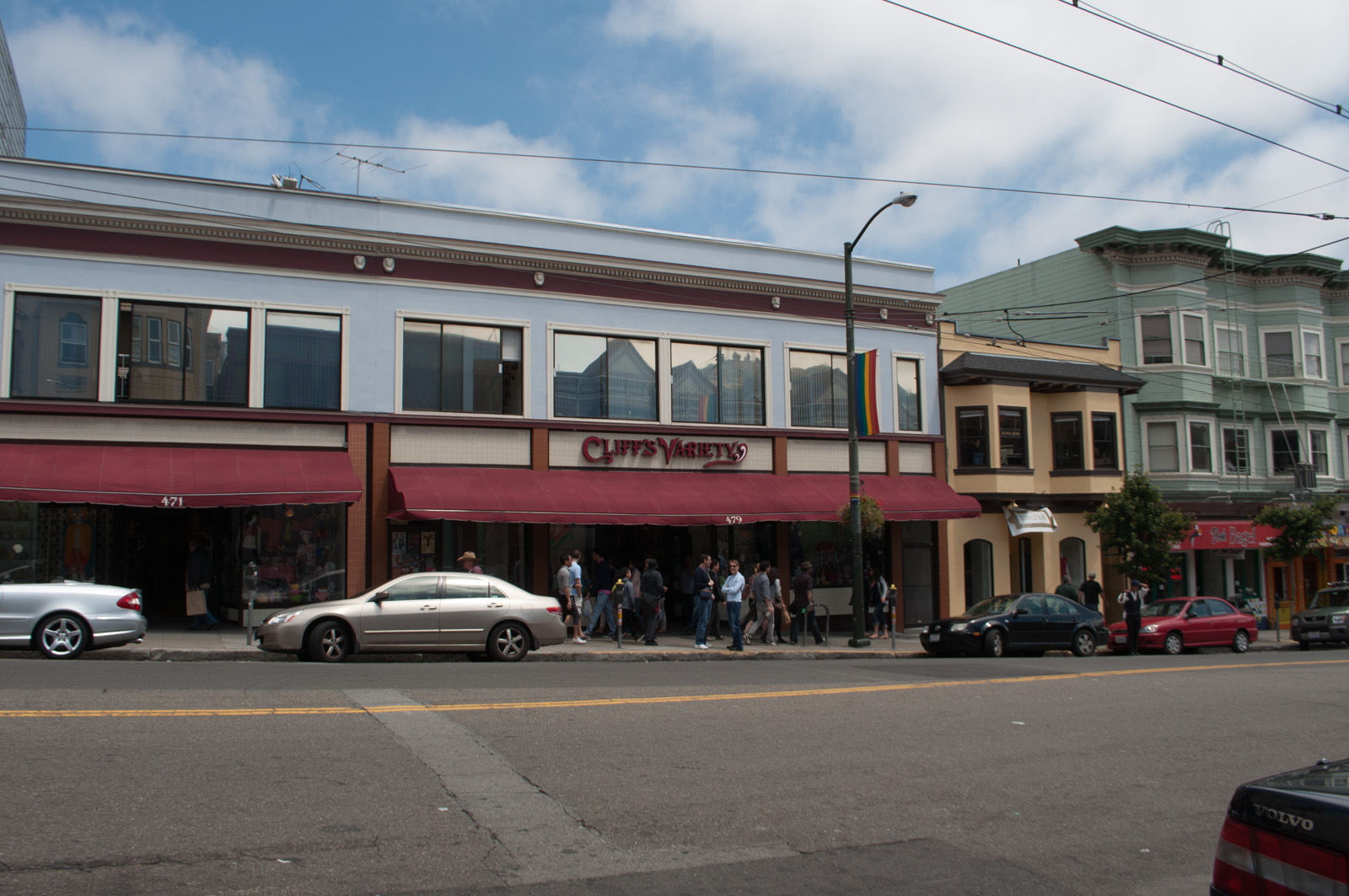
Local en el que se encontraba A Different Light en San Francisco.

La sucursal de San Francisco se abrió en 1985, en la calle Castro, el corazón del barrio gay de la ciudad, que toma el nombre de la calle. Inicialmente Terry Anderson, en ese momento pareja del novelista Armistead Maupin, estuvo al frente de la librería; posteriormente Richard Labonte se convirtió en gerente en 1986.
Tras su apertura, la librería se convirtió en uno de los centros culturales de la incipiente comunidad LGBT. Prácticamente todos los autores LGBT que publican en lengua inglesa ha realizado lecturas o presentaciones en la librería. La librería además realizaba exposiciones y mesas redondas. En 1990 organizaron la primera Outwrite Conference, dirigida a escritores gais, que reunió a más de 1000 participantes. También organizaron la segunda en 1991. La sección de ACT-UP local tenía sus reuniones en el patio trasero. Las actividades continuaron hasta el cambio de siglo.
Su política era vender o donar todo aquello que estuviese impreso en papel y cualquier podía entregar su obra o su proyecto en consignación para su venta. Esta política les ayudó a descubrir a muchos autores noveles, que no hubiesen podido vender sus libros de otra forma, y a la distribución de fagzines y folletos. También vendían camisetas con mensaje y otros productos.
A finales de abril de 2011 la sucursal de San Francisco, la última librería abierta de la cadena, y la última dedicada al público gay en San Francisco y en California, cerró sus puertas. Según Hut Landon, director ejecutivo de la Northern California Booksellers Association («Asociación de vendedores de libros del norte de California»), la librería no pudo soportar la presión de las librerías en línea, que no pagan impuestos de venta.
El personal de Gay’s the Word, la última librería LGBT de Londres, comentaron el cierre con las siguientes palabras:

Sadly we are now witnessing the world’s last independent gay bookshops – pioneers of gay enlightenment and equality – closing one by one.
For staff at Gay’s the Word in London, the news about A Different Light feels like the loss of a sibling. We send our love and respect to the employees of this fine bookshop.
Gay bookshops are the mind, heart and soul of the LGBTQ community – institutions that nurture all that is special and unique about us, but that we need to nurture back in return.
Desgraciadamente estamos viendo como las últimas librerías gais independientes –pioneras de la ilustración y la igualdad gay– cerrando una a una.
Para el personal de Gay’s the Word en Londres es como la pérdida de un hermano. Enviamos nuestro cariño y respeto a los empleados de esa gran librería.
Las librerías gais son la mente, el corazón y el alma de la comunidad LGBTQ –instituciones que nutren todo lo que es especial y único en nonostros, pero que tenemos que nutrir a su vez.